# Petroglifos de Cumpanamá
Los petroglifos de Cumpanamá y piedras de Santa Sofía o simplemente petroglifos de Cumpanamá, son una serie de restos arqueológicos  de arte rupestre, ubicados en el distrito de Balsapuerto, provincia de Alto Amazonas, departamento de Loreto, en el noreste del Perú.

## Descripción
Los awajún consideran a las piedras como la personificación del dios Cumpanamá, un todopoderoso discreto y compasivo que creó a los chayahuitas. Los restos tienen una antigüedad de 8,000 años, los alrededores de los petroglifos cuentan con riqueza arqueológica y forman parte de otros 1,000 petroglifos menores repartidos entre las cuencas de los ríos Cachiyacu, Armanayacu, Cucharayacu y Paranapura.

## Ubicación
Los petroglifos específicamente se ubican tres horas luego de cruzar el río Cachiyacu, caminando hasta la cascada homónima, en las cercanías de la cascada es donde se encuentra los restos arqueológicos.

## Uso
Las piedras son unos atractivos turísticos de Balsapuerto, como turismo cultural y vivencial, y un ingreso económico del distrito.